# Patrick Matthew

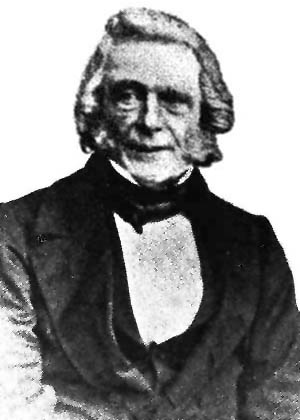
Retrato de Patrick Matthew

Patrick Matthew (20 de octubre de 1790-8 de junio de 1874). Naturalista escocés, propuso el principio de la selección natural como mecanismo evolutivo veintiocho años antes que Alfred Russel Wallace y Charles Darwin. Sin embargo, como Darwin descubrió inesperadamente en 1860, Matthew publicó un concepto completamente formado sobre el papel de la selección natural en 1831. Las ideas de Matthew sobre el mecanismo del cambio evolutivo aparecieron como una breve nota en un apéndice de un libro titulado Naval Timber  and Arboriculture, que cubría el entonces muy importante tema de cómo cultivar, cosechar y preparar árboles para la construcción de barcos. Darwin se enteró de este apéndice al leer "La ley de selección de la naturaleza" (escrita por Matthew, imagen abajo a la derecha) en la edición del 17 de abril de 1860 del  Gardeners' Chronicle and New Horticulturalist .